# Sweden's Gospel Singers Tour the USA
Sweden's Gospel Singers Tour the USA med Kjell & Rolf Samuelson är inspelad i RCA Victor Studio i Nashville i december 1966 på det amerikanska skivbolaget Heart Warming Records. Skivan omnämndes i Billboard den 6 maj och 3 juni 1967. Den är producerad av Bob MacKenzie, arrangerad av Rick Powell med musiker som Bill Pursell, Pete Wade, Harold Bradley, Buddy Harmon och Nashville Strings. 

## Låtlista
1. Mansion over the Hilltop
2. Above All Else
3. He the Pearly Gates will Open
4. In the Hollow of his Hand
5. These Old Bones
6. He's Everywhere
7. I Feel Like Shoutin'
8. If You Know the Lord
9. I'm Longing
10. God Made a Way
11. I Want to Do thy Will
12. Gloryland